# Родригес Видаль, Мигель
Миге́ль Родри́гес Вида́ль (исп. Miguel Rodríguez Vidal; родился 29 апреля 2003, Редондела, Испания) — испанский футболист, полузащитник нидерландского клуба «Утрехт».

## Футбольная карьера
Мигель Родригес — уроженец муниципалитета Родондела галисийской провинции Понтеведра. Футболом начинал заниматься в местной команде Чоко. В 2013 году перебрался в академию футбольного клуба «Сельта». В 2020 году был заявлен за вторую команду клуба, однако в скором времени отправился на сборы с основной командой.
4 октября 2020 года Мигель Родригес дебютировал в основном составе «Сельты», выйдя на поле на замену в матче Ла Лиги против «Осасуны» вместо Нолито. Ему было 17 лет и 159 дней. Игрок стал четвёртым в списке самых молодых дебютантов клуба после Сансона, Яго Бусона и Санти Мины.
5 июля 2024 года перешёл на правах аренды нидерландский «Утрехт».
Мигель Родригес — игрок юношеских и молодёжных сборных Испании.

## Семья
Младший брат Мигеля Родригеса — Педро — также занимается футболом и выступает за юношеские команды «Сельты».